# Xã Fountain Bluff, Quận Jackson, Illinois
Xã Fountain Bluff (tiếng Anh: Fountain Bluff Township) là một xã thuộc quận Jackson, tiểu bang Illinois, Hoa Kỳ. Năm 2010, dân số của xã này là 208 người.